# Liste der Menschen, die auf dem Mond waren

## Geschichte

Anzahl der lebenden Menschen, die auf dem Mond waren

Auf dem Mond waren bislang insgesamt 12 Menschen, von Neil Armstrong im Juli 1969 bis zu Eugene Cernan im Dezember 1972. Alle diese Mondmissionen fanden im Rahmen des Apollo-Programms der Vereinigten Staaten statt; die Mondastronauten waren alle US-Amerikaner. Charles Duke war mit 36 Jahren und 201 Tagen die jüngste und Alan Shepard mit 47 Jahren und 80 Tagen die älteste Person, die den Mond betrat.
Seit dem Tod von Alan Bean am 26. Mai 2018 leben noch 4 der 12 Mondbesucher (Name in der Tabelle fett hervorgehoben). Die meisten Astronauten kamen damals vom Militärdienst und galten während ihres NASA-Dienstes als im aktiven Dienst. Die wenigen Ausnahmen wurden als zivile NASA-Astronauten angesehen (unabhängig von einem vorherigen Militärdienst). 11 der 12 Astronauten, die den Mond betraten, waren Pfadfinder bei den Boy Scouts of America. 3 der 12 (Aldrin, Irwin und Mitchell) waren außerdem Freimaurer.
|        | Bild | Name             | Datum                      | Datum                      | Mis- sion | EVA                       | EVA   | EVA       | Dienst- zugehörigkeit |
| Geburt | Bild | Name             | Tod                        | Datum (UTC)                | Mis- sion | An- zahl                  | Dauer |           | Dienst- zugehörigkeit |
| ------ | ---- | ---------------- | -------------------------- | -------------------------- | --------- | ------------------------- | ----- | --------- | --------------------- |
| 01.    |      | Neil Armstrong   | 5. August 1930             | 25. August 2012 (82 Jahre) | Apollo 11 | 21. Juli 1969             | 1     | 02h 31min | NASA                  |
| 02.    |      | Buzz Aldrin      | 20. Januar 1930 (95 Jahre) |                            | Apollo 11 | 21. Juli 1969             | 1     | 02h 31min | US Air Force          |
| 03.    |      | Charles Conrad   | 2. Juni 1930               | 8. Juli 1999 (69 Jahre)    | Apollo 12 | 19. – 20. November 1969   | 2     | 07h 45min | Navy                  |
| 04.    |      | Alan Bean        | 15. März 1932              | 26. Mai 2018 (86 Jahre)    | Apollo 12 | 19. – 20. November 1969   | 2     | 07h 45min | Navy                  |
| 05.    |      | Alan Shepard     | 18. November 1923          | 21. Juli 1998 (74 Jahre)   | Apollo 14 | 5. – 6. Februar 1971      | 2     | 09h 21min | Navy                  |
| 06.    |      | Edgar Mitchell   | 17. September 1930         | 4. Februar 2016 (85 Jahre) | Apollo 14 | 5. – 6. Februar 1971      | 2     | 09h 21min | Navy                  |
| 07.    |      | David Scott      | 6. Juni 1932 (93 Jahre)    |                            | Apollo 15 | 31. Juli – 2. August 1971 | 3     | 18h 33min | US Air Force          |
| 08.    |      | James Irwin      | 17. März 1930              | 8. August 1991 (61 Jahre)  | Apollo 15 | 31. Juli – 2. August 1971 | 3     | 18h 33min | US Air Force          |
| 09.    |      | John Young       | 24. September 1930         | 5. Januar 2018 (87 Jahre)  | Apollo 16 | 21. – 23. April 1972      | 3     | 20h 14min | Navy                  |
| 10.    |      | Charles Duke     | 3. Oktober 1935 (89 Jahre) |                            | Apollo 16 | 21. – 23. April 1972      | 3     | 20h 14min | US Air Force          |
| 11.    |      | Eugene Cernan    | 14. März 1934              | 16. Januar 2017 (82 Jahre) | Apollo 17 | 11. – 14. Dezember 1972   | 3     | 22h 02min | Navy                  |
| 12.    |      | Harrison Schmitt | 3. Juli 1935 (90 Jahre)    |                            | Apollo 17 | 11. – 14. Dezember 1972   | 3     | 22h 02min | NASA                  |

## Abgebrochene Mondlandungen
Jim Lovell und Fred Haise sollten während der Apollo-13-Mission auf dem Mond landen, aber die Mondlandung wurde nach der Explosion eines Sauerstofftanks auf dem Weg zum Mond abgebrochen. Haise sollte erneut als Kommandeur von Apollo 19 zum Mond fliegen, aber Apollo 18 und Apollo 19 wurden am 2. September 1970 von der NASA abgesagt.

## Zukünftige Mondmissionen
Die NASA stellte im Frühjahr 2019 das Artemis-Programm als neues bemanntes Mondlandeprogramm vor. Nach mehrfacher Verschiebung sollen frühestens 2027 mit der Mission Artemis 3 wieder US-Amerikaner auf dem Mond landen, darunter auch erstmals eine Frau. Am 10. Januar 2020 schloss die 22. Astronautengruppe der NASA mit dem Spitznamen „Turtles“ ihre Grundausbildung ab und wurde dem Artemis-Programm zugewiesen. Einige dieser Astronauten könnten mit Artemis-Missionen zum Mond fliegen, später vielleicht sogar zum Mars.
In den 2030er Jahren möchten auch Russland und China (→ Mondprogramm der Volksrepublik China) Menschen auf die Mondoberfläche bringen.